# Туњо (Торино)
Туњо је насеље у Италији у округу Торино, региону Пијемонт.
Према процени из 2011. у насељу је живело 1 становника. Насеље се налази на надморској висини од 978 м.